# Badflower

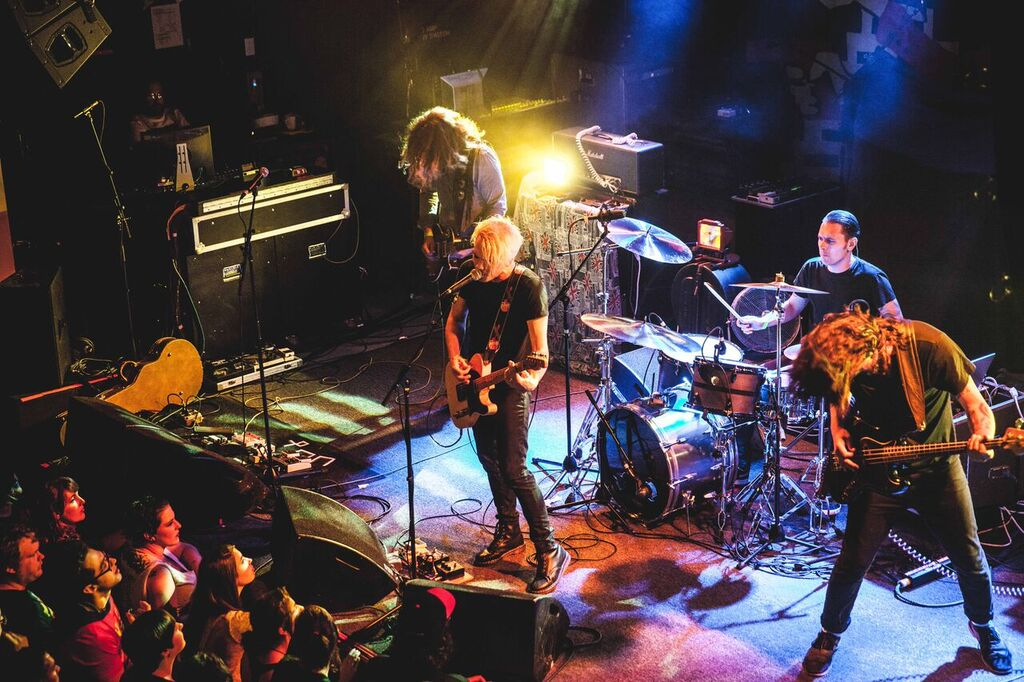
Live à Cambridge en 2016.

Badflower est un groupe américain de rock formé en 2013 à Los Angeles, Californie, dont la musique peut être rapprochée du style emo ou grunge. Le groupe est composé du chanteur-guitariste Josh Katz, du guitariste Joey Morrow, du bassiste Alex Espiritu et du batteur Anthony Sonetti. Le single Ghost, sorti en 2018, compte plus de 40 millions d’écoutes sur Spotify et plus de 25 millions de vues sur YouTube, et est classé 1er du Billboard des titres les plus joués sur les radios rock américaines. Leur premier album studio, intitulé OK, I'M SICK, sort le 22 février 2019.
Le groupe a annoncé en juillet 2021 la sortie de son 2e album intitulé "This Is How The World Ends" prevu pour le 24 septembre 2021, le single "Family" est le premier titre dévoilé de ce nouvel album.

## Historique

### Les débuts (2013-2014)

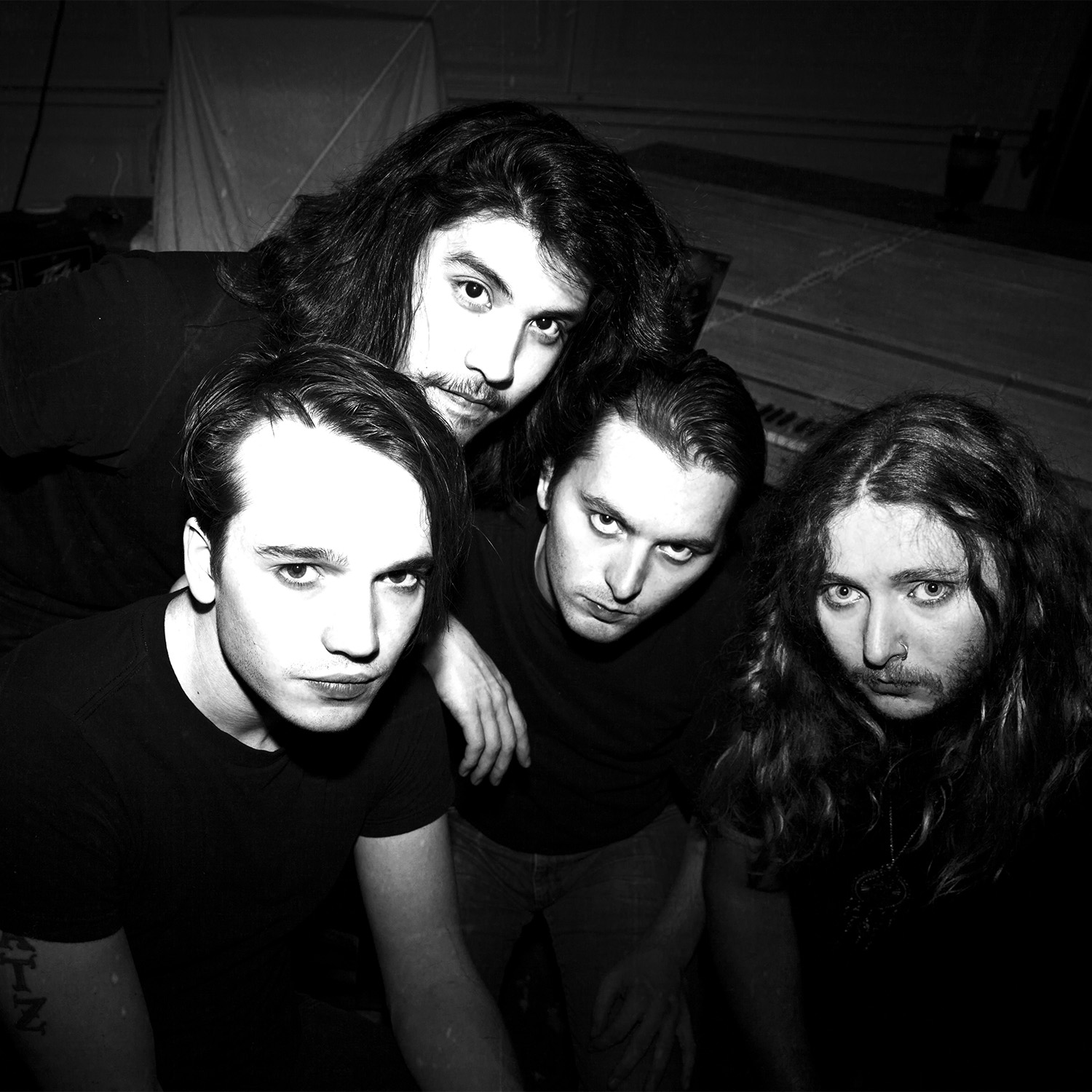
Les quatre membres du groupe.

Après avoir joué quelques années ensemble et écrit quelques chansons, le chanteur-guitariste Josh Katz et le guitariste Joey Morrow forment le groupe Badflower, dont le nom leur vient fortuitement au détour d'une conversation avec un membre de la famille de Josh. Le bassiste Alex Espiritu et le batteur Anthony Sonetti rejoignent le groupe peu de temps après. Ils jouent régulièrement à Los Angeles, en particulier au Key Club où ils se produisent de façon hebdomadaire. Ils attirent alors l'attention d’une radio locale ainsi que de l’ancien membre des NSYNC, Lance Bass. Après une performance au Troubadour, en première partie de Kongos, le groupe signe avec l'ancien label indépendant Hundred Handed et enregistre son premier EP.

### Signature avec un label majeur et EP (2015-2016)
Badflower sort son premier single Soap avec Hundred Handed records le 4 mars 2015 et lance son clip vidéo sur Loudwire le même jour. Peu de temps après sa sortie, le groupe s’envole pour l’Europe avec le duo de pop australien The Veronicas et fait salle comble, notamment au Paradise de Londres. À son retour aux États-Unis, le groupe entame immédiatement une tournée. Une version démo de leur chanson Animal est jouée lors de la Fashion Week de New York.
Le 10 mars, le groupe signe avec John Varvatos et Republic Records. Le groupe avait déjà commencé à travailler sur un album dans son garage et soumet une version presque complète du futur Temper au label. À la surprise du groupe, cette version autoproduite plaît beaucoup au label qui commence à préparer la sortie du titre Animal comme premier single. Animal est diffusé pour la première fois sur le site Web de Guitar World le 1er septembre 2016. Après la sortie du single, le groupe se produit aux États-Unis lors de la tournée de Billy Talent Afraid of Heights.
Badflower est alors nommé artiste de la semaine par Apple Music. « Le bon vieux rock'n'roll pourrait bien faire son grand retour », déclare à leur propos Nylon Magazine. Les radios commencent à passer régulièrement Animal, qui est no 1 sur les sections locales KROQ pendant plusieurs semaines consécutives. iTunes nomme Animal parmi les meilleures chansons rock et Temper parmi les meilleurs albums rock de 2016. Quelques chansons de Temper figuraient également sur les listes de musique les plus écoutées de Spotify, y compris New Music Friday. Le 31 décembre, Animal entre au Top 40 du Mainstream Rock Billboard et atteint la 28e place. En mars 2017, la chanson dépasse un million d'écoutes sur Spotify et atteint les deux millions en 2018.

### Tournée et premier album studio (2017 – présent)
Badflower part en tournée en 2017 nombreux concerts et festivals, et réalise une tournée estivale avec le groupe rock Goodbye June de Nashville (Tennessee).
Pendant la tournée, le groupe publie un titre inédit, Move Me, sur sa page Facebook. Katz explique avoir écrit la chanson lors d'une halte routière au Texas en 2013, alors qu'il avait le cœur brisé. Cependant, quatre jours après la sortie de Move Me, leur camion de tournée est cambriolé. Leurs sacs à dos, portefeuilles, ordinateurs portables, appareils photo, équipements, etc. sont volés, et ils sont contraints d'annuler deux spectacles à Santa Cruz et à Berkeley, en Californie. La tournée reprend peu de temps après et leur morceau White Noise, tiré de l'EP Temper, atteint un million d'écoutes sur Spotify.
Le 9 septembre 2018, ils annoncent sur Facebook qu'ils vont commencer à enregistrer leur premier album avec le label John Varvatos / Big Machine Records, devenant le premier groupe de rock à signer avec ce label. Badflower commence les séances d’enregistrement du nouvel album à Nashville.
Le single Ghost sort en 2018 et connaît un succès retentissant, en cumulant plus de 12 millions d'écoutes sur Spotify et plus de 10 millions de vues sur YouTube. Josh Katz évoque ainsi la thématique de la chanson : « J'étais déprimé et je pensais à l'automutilation. Alors je l'ai simplement écrit. J'hésitais un peu à le montrer au reste du groupe, mais tout le monde l'a aimé. »
Le clip vidéo officiel de la chanson Heroin est réédité le 11 décembre 2018. En mai 2019, ce titre se glisse à la première place du classement Mainstream Rock Songs établi par Billboard.
Leur premier album, OK, I'M SICK, sort le 22 février 2019.

## Crédit d'auteurs
- (en) Cet article est partiellement ou en totalité issu de l’article de Wikipédia en anglais intitulé « Badflower » (voir la liste des auteurs).